# Крим'є
Крим'є — ботанічний заказник місцевого значення в Україні. Об'єкт розташований на території Овруцького району Житомирської області, ДП «Словечанське ЛГ», Городецьке лісництво, кв. 38.
Площа — 115 га, статус отриманий 1979 року.